# Zvonimir Kožulj
Zvonimir Kožulj (Mostar, Bosnia, 15 de noviembre de 1993) es un futbolista bosnio. Juega de centrocampista en el N. K. Široki Brijeg de la Liga Premier de Bosnia y Herzegovina.

## Selección
| Selección           | Año  | Partidos | Goles |
| ------------------- | ---- | -------- | ----- |
| Selección sub-19    | 2012 | 3        | 0     |
| Selección sub-21    | 2015 | 1        | 0     |
| Selección de Bosnia | 2016 | 1        | 0     |

## Clubes
| Club                         | País                 | Año       |
| ---------------------------- | -------------------- | --------- |
| N. K. Široki Brijeg          | Bosnia y Herzegovina | 2012-2016 |
| N. K. Vitez (cedido)         | Bosnia y Herzegovina | 2013      |
| H. N. K. Branitelj (cedido)  | Bosnia y Herzegovina | 2014      |
| H. N. K. Hajduk Split        | Croacia              | 2016-2018 |
| Pogoń Szczecin               | Polonia              | 2018-2020 |
| Gaziantep F. K.              | Turquía              | 2020-2021 |
| Eyüpspor                     | Turquía              | 2021-2022 |
| Termalica Bruk-Bet Nieciecza | Polonia              | 2022-2023 |
| Sandecja Nowy Sącz           | Polonia              | 2023      |
| H. Š. K. Zrinjski Mostar     | Bosnia y Herzegovina | 2023-2024 |
| Universitatea Craiova        | Rumania              | 2024      |
| N. K. Široki Brijeg          | Bosnia y Herzegovina | 2024-     |